# Hans von Hentig
Hans Von Hentig, criminólogo alemán, nacido en Berlín el 9 de junio de 1887 y fallecido el 6 de julio de 1974 en Bad Tölz, considerado junto con Benjamín Mendelsohn (Bucarest 1900 - Jerusalem 1998) los padres del estudio de la victimología en el Derecho Penal, y junto a Karl Otto Paetel como uno de los fundadores del nacional-bolchevismo.
Hans von Hentig fue doctor por la Universidad de Kansas.

## Biografía
Hans Von Hentig nació como el segundo de los hijos del jurista alemán Otto Von Hentig (1852-1934), persona de origen humilde que en 1901 ascendió a la nobleza alemana. Entre los clientes del despacho del padre se encontraban el primer ministro Otto von Bismark, el General Von Molkte, industriales como Werner von Siemens, los hermanos Mannesmann y Thomas A. Edison.
Hans von Hentig estudió en París con Émile Garçon, en Berlín con Franz von Liszt y en Múnich con Karl von Amira y Karl von Birkmeyer. Su formación militar tiene lugar entre los años 1906 und 1907 en Posen.
1914 fue llamado a filas y enviado al frente este, Hans von Hentig con su Regimiento se dirige a los Balcanes y después a Palestina. Sus impresiones y vivencias durante la Primera Guerra Mundial las escribe en su autobiografía Mi Guerra aparecida en 1919. Posicionado en la defensa de los derechos políticos el caos político de Alemania tras la Guerra lo convierte en activista bolchevique.
Hans von Hentig fue fundamental en la creación de una breve República Soviética de Baviera en 1919. Durante la década de 1920, fue un destacado exponente del nacional-bolchevismo alemán.
En los años 1927 a 1933 von Hentig colaboró con la revista mensual de Gustav Aschaffenburg sobre Psicología criminal y reforma del Derecho Penal  (Kriminalpsychologie und Strafrechtsreform (MKS)). Además descubre junto con Wolfgang Mittermaier el llamado método clínico de la formación jurídica : los estudiantes se forman en el interior de las cárceles en contacto directo con los historiales criminales y los presos.
En el mismo año 1935 Hans von Hentig emigró a los Estados Unidos de América donde trabajó como Profesor en la Law School de la Universidad de Yale y desde primeros del año 1937 como experto para el gobierno federal en Washington. Los años siguientes trabajó como profesor o colaborador de diversas universidades americanas, Colorado, Oregón, Iowa y Kansas City.En 1937 recibe la cátedra Charles M. y Marta Hitchcock de la Universidad de Berkeley.
En su exilio escribe en el periódico cercano al SPD Neue Volkszeitung y fundó con el teólogo Paul Tillich y otros prominentes combatientes del nacionalsocialismo el Concilio por una Alemania Democrática en mayo de 1944, no pudo aceptar trabajos en el exterior de Estados Unidos por evitar problemas con su visado de residencia, vivía agobiado por numerosas deudas y estuvo controlado permanentemente por el FBI debido a su pasado bolchevique.
Volvió a la RFA Hans von Hentig en 1951 a la Universidad de Bonn, hasta su jubilación en 1955 trasladándose a Bad Tölz donde vivió hasta su muerte en 1974. Ahí escribió, entre otras, La Criminalidad de la mujer lésbica (Die Kriminalität der lesbischen Frau) (1959).

## Obra
- Hans von Hentig. El delito. Madrid : Espasa-Calpe, ©1971-72. Original: Das Verbrechen. Berlín, Springer, 1961. 23232323232323232323232323232
- Hans von Hentig. (1976) El hombre necrotropo : de la creencia en las ánimas a la atracción morbosa por los cadáveres. Madrid : Espasa-Calpe.
- Hans von Hentig; José Bellach Zimmerman. (1975) La criminalidad del homófilo. Madrid : Espasa-Calpe
- Hans von Hentig; Rudolf Sieverts; Richard Busch. Strafrecht und Kriminologie ; die Privatbibliotheken der Professoren. Bern : H. Lang, [1974?-1977?] (Derecho penal y criminología; la biblioteca privada de los profesores)
- Hentig, von, Hans., Günter Blau; Herbert Schäfer (1967) Kriminologische Wegzeichen. Festschrift für Hans von Hentig zum 80. Geburtstag am 9. Juni 1967. Hamburg, Kriminalistik Verlag
- Hans von Hentig. (1959) Die Gangster; eine kriminalpsychologische Studie. Berlín, Springer.
- Hentig, von, Hans. (1954-55) Die Strafe. Berlín : Springer. (La pena)
- Hentig, von, Hans, (1948). The Criminal and His Victim. New Haven: Yale U. Press. (El criminal y su víctima)
- Hentig, von, Hans. (1947) Crime; causes and conditions,

New York and London, McGraw-Hill book Co. (Delito, causas y condiciones) Edición en castellano: Criminología : causas y condiciones del delito; Diego Abad de Santillan. Buenos Aires : Atalaya, ©1948.
- Hans von Hentig. (1942) The criminality of the colored woman. Boulder, Colo.
- Hentig, von, Hans, (1937) Punishment. Its Origin, Purpose and Psychology London / Edinburgh / William Hodge and Company

## Revisiones de sus obras
- In memoriam Hans von Hentig : Reden gehalten anlässl. d. Gedenkfeier d. Rechts- u. Staatswiss. Fak d. Rhein. Friedrich-Wilhelms-Univ. Bonn am 15, Januar 1975. Klaus Schlaich; Karl Engisch; Hilde Kaufmann; Universität Bonn. Rechts- und Staatswissenschaftliche Fakultät. Publisher: Köln ; Bonn : Hanstein, 1976.